# This Is Not a Drill
This Is Not a Drill bylo sedmé koncertní turné britského baskytaristy a zpěváka Rogera Waterse. Turné mělo být původně zahájeno v červenci 2020, kvůli pandemii covidu-19 však bylo v březnu 2020 oznámeno jeho odložení nejprve na rok 2021, posléze na rok 2022.

## Seznam koncertů
| Datum             | Město            | Stát          | Místo                    |
| ----------------- | ---------------- | ------------- | ------------------------ |
| 6. července 2022  | Pittsburgh       | Spojené státy | PPG Paints Arena         |
| 8. července 2022  | Toronto          | Kanada        | Scotiabank Arena         |
| 9. července 2022  | Toronto          | Kanada        | Scotiabank Arena         |
| 12. července 2022 | Boston           | Spojené státy | TD Garden                |
| 15. července 2022 | Montréal         | Kanada        | Bell Centre              |
| 17. července 2022 | Québec           | Kanada        | Videotron Centre         |
| 20. července 2022 | Albany           | Spojené státy | MVP Arena                |
| 23. července 2022 | Detroit          | Spojené státy | Little Caesars Arena     |
| 26. července 2022 | Chicago          | Spojené státy | United Center            |
| 28. července 2022 | Milwaukee        | Spojené státy | Fiserv Forum             |
| 30. července 2022 | Minneapolis      | Spojené státy | Target Center            |
| 2. srpna 2022     | Filadelfie       | Spojené státy | Wells Fargo Center       |
| 6. srpna 2022     | Filadelfie       | Spojené státy | Wells Fargo Center       |
| 10. srpna 2022    | Columbus         | Spojené státy | Nationwide Arena         |
| 13. srpna 2022    | Elmont           | Spojené státy | UBS Arena                |
| 16. srpna 2022    | Washington, D.C. | Spojené státy | Capital One Arena        |
| 18. srpna 2022    | Raleigh          | Spojené státy | PNC Arena                |
| 20. srpna 2022    | Atlanta          | Spojené státy | State Farm Arena         |
| 23. srpna 2022    | Miami            | Spojené státy | FTX Arena                |
| 25. srpna 2022    | Orlando          | Spojené státy | Amway Center             |
| 27. srpna 2022    | Nashville        | Spojené státy | Bridgestone Arena        |
| 30. srpna 2022    | New York City    | Spojené státy | Madison Square Garden    |
| 31. srpna 2022    | New York City    | Spojené státy | Madison Square Garden    |
| 3. září 2022      | Kansas City      | Spojené státy | T-Mobile Center          |
| 6. září 2022      | Denver           | Spojené státy | Ball Arena               |
| 8. září 2022      | Salt Lake City   | Spojené státy | Vivint Arena             |
| 10. září 2022     | Portland         | Spojené státy | Moda Center              |
| 13. září 2022     | Edmonton         | Kanada        | Rogers Place             |
| 15. září 2022     | Vancouver        | Kanada        | Rogers Arena             |
| 17. září 2022     | Tacoma           | Spojené státy | Tacoma Dome              |
| 20. září 2022     | Sacramento       | Spojené státy | Golden 1 Center          |
| 23. září 2022     | San Francisco    | Spojené státy | Chase Center             |
| 24. září 2022     | San Francisco    | Spojené státy | Chase Center             |
| 27. září 2022     | Los Angeles      | Spojené státy | Crypto.com Arena         |
| 28. září 2022     | Los Angeles      | Spojené státy | Crypto.com Arena         |
| 1. října 2022     | Las Vegas        | Spojené státy | T-Mobile Arena           |
| 3. října 2022     | Glendale         | Spojené státy | Gila River Arena         |
| 6. října 2022     | Austin           | Spojené státy | Moody Center             |
| 8. října 2022     | Dallas           | Spojené státy | American Airlines Center |
| 11. října 2022    | Monterrey        | Mexiko        | Arena Monterrey          |
| 14. října 2022    | Mexiko           | Mexiko        | Palacio de los Deportes  |
| 15. října 2022    | Mexiko           | Mexiko        | Palacio de los Deportes  |